# 1326
Portal Geschichte | Portal Biografien | Aktuelle Ereignisse | Jahreskalender | Tagesartikel

◄ |
13. Jahrhundert |
14. Jahrhundert
| 15. Jahrhundert | ►

◄ |
1290er |
1300er |
1310er |
1320er
| 1330er | 1340er | 1350er | ►

◄◄ |
◄ |
1322 |
1323 |
1324 |
1325 |
1326
| 1327 | 1328 | 1329 | 1330 | ► | ►►
Staatsoberhäupter  · Nekrolog
| Januar | Januar | Januar | Januar | Januar | Januar | Januar | Januar |
| Kw     | Mo     | Di     | Mi     | Do     | Fr     | Sa     | So     |
| 1      |        |        | 1      | 2      | 3      | 4      | 5      |
| 2      | 6      | 7      | 8      | 9      | 10     | 11     | 12     |
| 3      | 13     | 14     | 15     | 16     | 17     | 18     | 19     |
| 4      | 20     | 21     | 22     | 23     | 24     | 25     | 26     |
| 5      | 27     | 28     | 29     | 30     | 31     |        |        |
| ------ | ------ | ------ | ------ | ------ | ------ | ------ | ------ |

| Februar | Februar | Februar | Februar | Februar | Februar | Februar | Februar |
| Kw      | Mo      | Di      | Mi      | Do      | Fr      | Sa      | So      |
| 5       |         |         |         |         |         | 1       | 2       |
| 6       | 3       | 4       | 5       | 6       | 7       | 8       | 9       |
| 7       | 10      | 11      | 12      | 13      | 14      | 15      | 16      |
| 8       | 17      | 18      | 19      | 20      | 21      | 22      | 23      |
| 9       | 24      | 25      | 26      | 27      | 28      |         |         |
| ------- | ------- | ------- | ------- | ------- | ------- | ------- | ------- |

| März | März | März | März | März | März | März | März |
| Kw   | Mo   | Di   | Mi   | Do   | Fr   | Sa   | So   |
| 9    |      |      |      |      |      | 1    | 2    |
| 10   | 3    | 4    | 5    | 6    | 7    | 8    | 9    |
| 11   | 10   | 11   | 12   | 13   | 14   | 15   | 16   |
| 12   | 17   | 18   | 19   | 20   | 21   | 22   | 23   |
| 13   | 24   | 25   | 26   | 27   | 28   | 29   | 30   |
| 14   | 31   |      |      |      |      |      |      |
| ---- | ---- | ---- | ---- | ---- | ---- | ---- | ---- |

| April | April | April | April | April | April | April | April |
| Kw    | Mo    | Di    | Mi    | Do    | Fr    | Sa    | So    |
| 14    |       | 1     | 2     | 3     | 4     | 5     | 6     |
| 15    | 7     | 8     | 9     | 10    | 11    | 12    | 13    |
| 16    | 14    | 15    | 16    | 17    | 18    | 19    | 20    |
| 17    | 21    | 22    | 23    | 24    | 25    | 26    | 27    |
| 18    | 28    | 29    | 30    |       |       |       |       |
| ----- | ----- | ----- | ----- | ----- | ----- | ----- | ----- |

| Mai | Mai | Mai | Mai | Mai | Mai | Mai | Mai |
| Kw  | Mo  | Di  | Mi  | Do  | Fr  | Sa  | So  |
| 18  |     |     |     | 1   | 2   | 3   | 4   |
| 19  | 5   | 6   | 7   | 8   | 9   | 10  | 11  |
| 20  | 12  | 13  | 14  | 15  | 16  | 17  | 18  |
| 21  | 19  | 20  | 21  | 22  | 23  | 24  | 25  |
| 22  | 26  | 27  | 28  | 29  | 30  | 31  |     |
| --- | --- | --- | --- | --- | --- | --- | --- |

| Juni | Juni | Juni | Juni | Juni | Juni | Juni | Juni |
| Kw   | Mo   | Di   | Mi   | Do   | Fr   | Sa   | So   |
| 22   |      |      |      |      |      |      | 1    |
| 23   | 2    | 3    | 4    | 5    | 6    | 7    | 8    |
| 24   | 9    | 10   | 11   | 12   | 13   | 14   | 15   |
| 25   | 16   | 17   | 18   | 19   | 20   | 21   | 22   |
| 26   | 23   | 24   | 25   | 26   | 27   | 28   | 29   |
| 27   | 30   |      |      |      |      |      |      |
| ---- | ---- | ---- | ---- | ---- | ---- | ---- | ---- |

| Juli | Juli | Juli | Juli | Juli | Juli | Juli | Juli |
| Kw   | Mo   | Di   | Mi   | Do   | Fr   | Sa   | So   |
| 27   |      | 1    | 2    | 3    | 4    | 5    | 6    |
| 28   | 7    | 8    | 9    | 10   | 11   | 12   | 13   |
| 29   | 14   | 15   | 16   | 17   | 18   | 19   | 20   |
| 30   | 21   | 22   | 23   | 24   | 25   | 26   | 27   |
| 31   | 28   | 29   | 30   | 31   |      |      |      |
| ---- | ---- | ---- | ---- | ---- | ---- | ---- | ---- |

| August | August | August | August | August | August | August | August |
| Kw     | Mo     | Di     | Mi     | Do     | Fr     | Sa     | So     |
| 31     |        |        |        |        | 1      | 2      | 3      |
| 32     | 4      | 5      | 6      | 7      | 8      | 9      | 10     |
| 33     | 11     | 12     | 13     | 14     | 15     | 16     | 17     |
| 34     | 18     | 19     | 20     | 21     | 22     | 23     | 24     |
| 35     | 25     | 26     | 27     | 28     | 29     | 30     | 31     |
| ------ | ------ | ------ | ------ | ------ | ------ | ------ | ------ |

| September | September | September | September | September | September | September | September |
| Kw        | Mo        | Di        | Mi        | Do        | Fr        | Sa        | So        |
| 36        | 1         | 2         | 3         | 4         | 5         | 6         | 7         |
| 37        | 8         | 9         | 10        | 11        | 12        | 13        | 14        |
| 38        | 15        | 16        | 17        | 18        | 19        | 20        | 21        |
| 39        | 22        | 23        | 24        | 25        | 26        | 27        | 28        |
| 40        | 29        | 30        |           |           |           |           |           |
| --------- | --------- | --------- | --------- | --------- | --------- | --------- | --------- |

| Oktober | Oktober | Oktober | Oktober | Oktober | Oktober | Oktober | Oktober |
| Kw      | Mo      | Di      | Mi      | Do      | Fr      | Sa      | So      |
| 40      |         |         | 1       | 2       | 3       | 4       | 5       |
| 41      | 6       | 7       | 8       | 9       | 10      | 11      | 12      |
| 42      | 13      | 14      | 15      | 16      | 17      | 18      | 19      |
| 43      | 20      | 21      | 22      | 23      | 24      | 25      | 26      |
| 44      | 27      | 28      | 29      | 30      | 31      |         |         |
| ------- | ------- | ------- | ------- | ------- | ------- | ------- | ------- |

| November | November | November | November | November | November | November | November |
| Kw       | Mo       | Di       | Mi       | Do       | Fr       | Sa       | So       |
| 44       |          |          |          |          |          | 1        | 2        |
| 45       | 3        | 4        | 5        | 6        | 7        | 8        | 9        |
| 46       | 10       | 11       | 12       | 13       | 14       | 15       | 16       |
| 47       | 17       | 18       | 19       | 20       | 21       | 22       | 23       |
| 48       | 24       | 25       | 26       | 27       | 28       | 29       | 30       |
| -------- | -------- | -------- | -------- | -------- | -------- | -------- | -------- |

| Dezember | Dezember | Dezember | Dezember | Dezember | Dezember | Dezember | Dezember |
| Kw       | Mo       | Di       | Mi       | Do       | Fr       | Sa       | So       |
| 49       | 1        | 2        | 3        | 4        | 5        | 6        | 7        |
| 50       | 8        | 9        | 10       | 11       | 12       | 13       | 14       |
| 51       | 15       | 16       | 17       | 18       | 19       | 20       | 21       |
| 52       | 22       | 23       | 24       | 25       | 26       | 27       | 28       |
| 1        | 29       | 30       | 31       |          |          |          |          |
| -------- | -------- | -------- | -------- | -------- | -------- | -------- | -------- |

| Januar | Januar | Januar | Januar | Januar | Januar | Januar | Januar |
| Kw     | Mo     | Di     | Mi     | Do     | Fr     | Sa     | So     |
| 1      |        |        | 1      | 2      | 3      | 4      | 5      |
| 2      | 6      | 7      | 8      | 9      | 10     | 11     | 12     |
| 3      | 13     | 14     | 15     | 16     | 17     | 18     | 19     |
| 4      | 20     | 21     | 22     | 23     | 24     | 25     | 26     |
| 5      | 27     | 28     | 29     | 30     | 31     |        |        |
| ------ | ------ | ------ | ------ | ------ | ------ | ------ | ------ |

| Februar | Februar | Februar | Februar | Februar | Februar | Februar | Februar |
| Kw      | Mo      | Di      | Mi      | Do      | Fr      | Sa      | So      |
| 5       |         |         |         |         |         | 1       | 2       |
| 6       | 3       | 4       | 5       | 6       | 7       | 8       | 9       |
| 7       | 10      | 11      | 12      | 13      | 14      | 15      | 16      |
| 8       | 17      | 18      | 19      | 20      | 21      | 22      | 23      |
| 9       | 24      | 25      | 26      | 27      | 28      |         |         |
| ------- | ------- | ------- | ------- | ------- | ------- | ------- | ------- |

| März | März | März | März | März | März | März | März |
| Kw   | Mo   | Di   | Mi   | Do   | Fr   | Sa   | So   |
| 9    |      |      |      |      |      | 1    | 2    |
| 10   | 3    | 4    | 5    | 6    | 7    | 8    | 9    |
| 11   | 10   | 11   | 12   | 13   | 14   | 15   | 16   |
| 12   | 17   | 18   | 19   | 20   | 21   | 22   | 23   |
| 13   | 24   | 25   | 26   | 27   | 28   | 29   | 30   |
| 14   | 31   |      |      |      |      |      |      |
| ---- | ---- | ---- | ---- | ---- | ---- | ---- | ---- |

| April | April | April | April | April | April | April | April |
| Kw    | Mo    | Di    | Mi    | Do    | Fr    | Sa    | So    |
| 14    |       | 1     | 2     | 3     | 4     | 5     | 6     |
| 15    | 7     | 8     | 9     | 10    | 11    | 12    | 13    |
| 16    | 14    | 15    | 16    | 17    | 18    | 19    | 20    |
| 17    | 21    | 22    | 23    | 24    | 25    | 26    | 27    |
| 18    | 28    | 29    | 30    |       |       |       |       |
| ----- | ----- | ----- | ----- | ----- | ----- | ----- | ----- |

| Mai | Mai | Mai | Mai | Mai | Mai | Mai | Mai |
| Kw  | Mo  | Di  | Mi  | Do  | Fr  | Sa  | So  |
| 18  |     |     |     | 1   | 2   | 3   | 4   |
| 19  | 5   | 6   | 7   | 8   | 9   | 10  | 11  |
| 20  | 12  | 13  | 14  | 15  | 16  | 17  | 18  |
| 21  | 19  | 20  | 21  | 22  | 23  | 24  | 25  |
| 22  | 26  | 27  | 28  | 29  | 30  | 31  |     |
| --- | --- | --- | --- | --- | --- | --- | --- |

| Juni | Juni | Juni | Juni | Juni | Juni | Juni | Juni |
| Kw   | Mo   | Di   | Mi   | Do   | Fr   | Sa   | So   |
| 22   |      |      |      |      |      |      | 1    |
| 23   | 2    | 3    | 4    | 5    | 6    | 7    | 8    |
| 24   | 9    | 10   | 11   | 12   | 13   | 14   | 15   |
| 25   | 16   | 17   | 18   | 19   | 20   | 21   | 22   |
| 26   | 23   | 24   | 25   | 26   | 27   | 28   | 29   |
| 27   | 30   |      |      |      |      |      |      |
| ---- | ---- | ---- | ---- | ---- | ---- | ---- | ---- |

| Juli | Juli | Juli | Juli | Juli | Juli | Juli | Juli |
| Kw   | Mo   | Di   | Mi   | Do   | Fr   | Sa   | So   |
| 27   |      | 1    | 2    | 3    | 4    | 5    | 6    |
| 28   | 7    | 8    | 9    | 10   | 11   | 12   | 13   |
| 29   | 14   | 15   | 16   | 17   | 18   | 19   | 20   |
| 30   | 21   | 22   | 23   | 24   | 25   | 26   | 27   |
| 31   | 28   | 29   | 30   | 31   |      |      |      |
| ---- | ---- | ---- | ---- | ---- | ---- | ---- | ---- |

| August | August | August | August | August | August | August | August |
| Kw     | Mo     | Di     | Mi     | Do     | Fr     | Sa     | So     |
| 31     |        |        |        |        | 1      | 2      | 3      |
| 32     | 4      | 5      | 6      | 7      | 8      | 9      | 10     |
| 33     | 11     | 12     | 13     | 14     | 15     | 16     | 17     |
| 34     | 18     | 19     | 20     | 21     | 22     | 23     | 24     |
| 35     | 25     | 26     | 27     | 28     | 29     | 30     | 31     |
| ------ | ------ | ------ | ------ | ------ | ------ | ------ | ------ |

| September | September | September | September | September | September | September | September |
| Kw        | Mo        | Di        | Mi        | Do        | Fr        | Sa        | So        |
| 36        | 1         | 2         | 3         | 4         | 5         | 6         | 7         |
| 37        | 8         | 9         | 10        | 11        | 12        | 13        | 14        |
| 38        | 15        | 16        | 17        | 18        | 19        | 20        | 21        |
| 39        | 22        | 23        | 24        | 25        | 26        | 27        | 28        |
| 40        | 29        | 30        |           |           |           |           |           |
| --------- | --------- | --------- | --------- | --------- | --------- | --------- | --------- |

| Oktober | Oktober | Oktober | Oktober | Oktober | Oktober | Oktober | Oktober |
| Kw      | Mo      | Di      | Mi      | Do      | Fr      | Sa      | So      |
| 40      |         |         | 1       | 2       | 3       | 4       | 5       |
| 41      | 6       | 7       | 8       | 9       | 10      | 11      | 12      |
| 42      | 13      | 14      | 15      | 16      | 17      | 18      | 19      |
| 43      | 20      | 21      | 22      | 23      | 24      | 25      | 26      |
| 44      | 27      | 28      | 29      | 30      | 31      |         |         |
| ------- | ------- | ------- | ------- | ------- | ------- | ------- | ------- |

| November | November | November | November | November | November | November | November |
| Kw       | Mo       | Di       | Mi       | Do       | Fr       | Sa       | So       |
| 44       |          |          |          |          |          | 1        | 2        |
| 45       | 3        | 4        | 5        | 6        | 7        | 8        | 9        |
| 46       | 10       | 11       | 12       | 13       | 14       | 15       | 16       |
| 47       | 17       | 18       | 19       | 20       | 21       | 22       | 23       |
| 48       | 24       | 25       | 26       | 27       | 28       | 29       | 30       |
| -------- | -------- | -------- | -------- | -------- | -------- | -------- | -------- |

| Dezember | Dezember | Dezember | Dezember | Dezember | Dezember | Dezember | Dezember |
| Kw       | Mo       | Di       | Mi       | Do       | Fr       | Sa       | So       |
| 49       | 1        | 2        | 3        | 4        | 5        | 6        | 7        |
| 50       | 8        | 9        | 10       | 11       | 12       | 13       | 14       |
| 51       | 15       | 16       | 17       | 18       | 19       | 20       | 21       |
| 52       | 22       | 23       | 24       | 25       | 26       | 27       | 28       |
| 1        | 29       | 30       | 31       |          |          |          |          |
| -------- | -------- | -------- | -------- | -------- | -------- | -------- | -------- |

## Ereignisse

### Politik und Weltgeschehen

#### Westeuropa

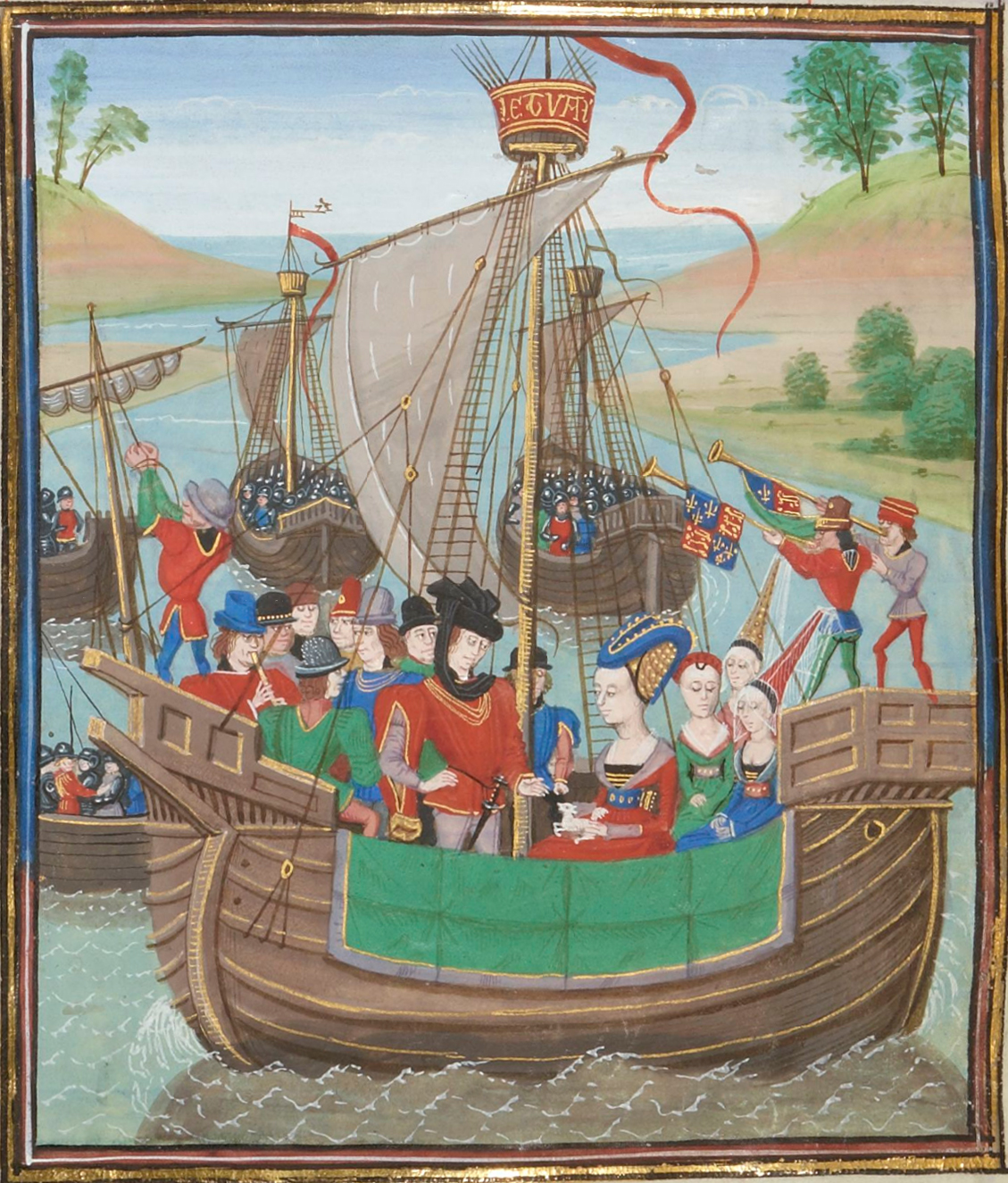
Isabelle setzt mit ihrer Flotte nach England über; Buchmalerei aus dem 15. Jahrhundert

- 24. September: Die englische Königin Isabelle landet mit einem kleinen Heer in Südostengland, um die Günstlingsherrschaft der Despensers, der Günstlinge ihres Mannes König Eduard II. zu beenden. Die Herrschaft des Königs bricht rasch zusammen, und der König flieht mit den Despensers nach Westen.
- 16. November: Der englische König Edward II. wird in Südwales gefangen genommen, nachdem seine Herrschaft nach der Invasion eines Heeres unter Führung seiner Frau Isabelle de France und ihres Geliebten Roger Mortimer, 1. Earl of March zusammengebrochen ist.
- Vermutlich im November erfolgt der bis heute nicht restlos aufgeklärte Raub des Schatzes von König Eduard II.

#### Heiliges Römisches Reich/Dänemark
- 3. März: Ein Friede der Heringe genannter Vertrag beendet den mehrere Monate währenden Krieg der vier Herren im Herzogtum Lothringen.
- König Christoph II. von Dänemark wird von einer Koalition von aufständischen Adeligen unter der Führung des Holsteiner Grafen Gerhard III. aus dem Haus der Schauenburger besiegt und flieht außer Landes. Gerhard erhebt seinen zwölfjährigen Neffen Waldemar III., den Sohn des Herzogs Erich II. von Schleswig zum dänischen König. Am 15. August lässt er sich dafür von diesem mit dem Herzogtum Schleswig belehnen. Schleswig und Holstein sind damit erstmals unter einem Herrscher vereinigt.
- Der römisch-deutsche König Ludwig der Bayer unterstützt die antipäpstliche Opposition in Reichsitalien.
- Der Rügische Erbfolgekrieg, eine Auseinandersetzung zwischen dem Herzogtum Pommern und dem Herzogtum Mecklenburg um die Nachfolge im Fürstentum Rügen nach dem Tod Wizlaws III., des letzten Fürsten von Rügen, beginnt.
- Halberstadt, Quedlinburg und Aschersleben gründen den Halberstädter Dreistädtebund.

#### Osteuropa

Wappen des Sankt-Georg-Ritterorden

- König Karl I. von Ungarn gründet den Sankt-Georg-Ritterorden zur Festigung seiner Macht.

#### Kleinasien
- 6. April: Orhan, der Sohn des Sultans Osman I., erobert die kleinasiatische Stadt Bursa. Sie wird in der Folge zeitweise zur Hauptstadt des Osmanischen Reichs.

#### Urkundliche Ersterwähnungen
- Pilis wird erstmals urkundlich erwähnt.

### Wissenschaft und Technik
- An der University of Cambridge wird Clare College als zweites College nach Peterhouse gegründet.

### Kultur und Gesellschaft
- In Geseke werden erstmals Schnadbäume erwähnt.

### Religion

#### Der Prozess gegen Meister Eckhart
- Frühsommer: Heinrich II. von Virneburg, Erzbischof von Köln, eröffnet den Prozess gegen Meister Eckhart.
- 26. September: Eckhart verteidigt sich mit seiner Responsio vor den Kommissaren des Inquisitionsgerichts.

#### Metropolie Kiew und Moskau

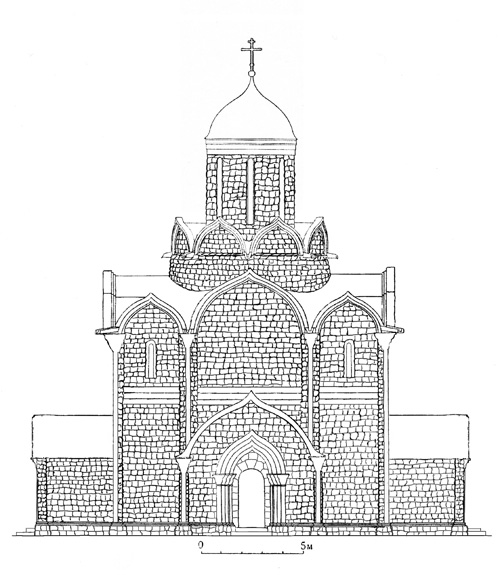
Rekonstruktion der Kathedrale von 1326/27 (Sergei Sagrajewski)

- 4. August: Iwan Kalita legt im Moskauer Kreml den Grundstein der ersten Steinkirche in Moskau, der Mariä-Himmelfahrts-Kathedrale. Die Einweihung erfolgt nach einjähriger Bauzeit am 4. August 1327. Der Chronist bringt den Kirchenbau mit der Verlegung des Metropolitensitzes nach Moskau und dem persönlichen Wunsch des Metropoliten Peter in Verbindung.
- Der Metropolit von Kiew, Peter, verlegt seinen Sitz nach Moskau. Durch seine Entscheidung, den Sitz des Oberhauptes der russischen Kirche nach Moskau zu verlegen, hat er entscheidenden Anteil an der politischen Aufwertung dieses ursprünglich unbedeutenden Fürstensitzes im Nordosten.
- 20. Dezember: Der Metropolit Peter stirbt in Moskau. Er zählt zu den Nationalheiligen des Moskauer Russland.

#### Klöster
- 25. Januar: Die Kartause Allerengelberg wird gegründet.
- Das Kloster Großballhausen wird in das Kloster Großfurra verlegt.

#### Sonstiges
- Die seit 1306 von England, Schottland und Irland erhobenen Annaten werden von Johannes XXII. auf alle an der Kurie vakanten Pfründen ausgedehnt.
- Marsilius von Padua flüchtet mit dem Johann von Jandun aus Paris nach München an den Hof Ludwigs IV.
- um 1326: Die erste Ordensgeschichte der Franziskaner, Historia septem tribulationum des Angelus Clarenus, entsteht.

### Natur und Umwelt
- Seegfrörni: Der Bodensee ist komplett zugefroren.

## Geboren

### Geburtsdatum gesichert
- 5. März: Ludwig I., König von Ungarn und Polen († 1382)
- 30. März: Iwan II., russischer Großfürst von Wladimir-Moskau († 1359)
- 1. Mai: Irinchibal, Kaiser der mongolischen Yuan-Dynastie in China († 1332)
- 8. Mai: Johanna I., Königin von Frankreich († 1360)
- 15. September: Yolande von Flandern, Regentin der Grafschaft Bar († 1395)

### Genaues Geburtsdatum unbekannt
- um den 1. November: Wartislaw V., Herzog von Pommern († 1390)
- Beatrix von Sizilien-Aragon, Pfalzgräfin bei Rhein († 1365)
- Charles de la Cerda, Connétable von Frankreich und Graf von Angoulême († 1354)
- Imagawa Sadayo, japanischer Fürst und Schriftsteller († 1420)
- Isaak ben Scheschet, jüdischer Gelehrter († 1408)
- Johann I., Graf von Auvergne und Boulogne († 1386)
- Johann I., Herzog zu Mecklenburg († 1392)

### Geboren um 1326
- 1319/1326: Murad I., Sultan des Osmanischen Reichs († 1389)
- Manuel Kantakuzenos, Despot von Morea († 1380)

## Gestorben

### Erstes Halbjahr
- 7. Januar: Pietro Colonna, Kardinal der katholischen Kirche (* 1260)
- 18. Januar: Robert Fitzwalter, englischer Adeliger und Militär (* 1247)
- 5. Februar: Ralph de Cobham, englischer Adliger und Militär (* um 1276)
- 5. Februar: Heinrich von Helfenberg, Bischof von Lavant und Gurk

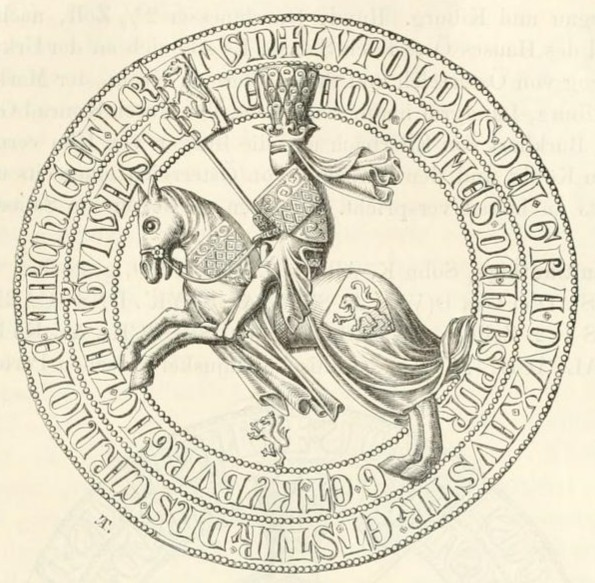
Siegel Leopolds I. von Österreich

- 28. Februar: Leopold I. von Habsburg, Herzog von Österreich und der Steiermark (* 1290)
- 26. März: Alessandra Giliani, Anatomin oder Pathologin (* 1307)
- 27. April: Eudo Zouche, englischer Adeliger (* 1298)
- 6. Mai: Bernhard II., Herzog von Schweidnitz-Jauer (* um 1288)
- 25. Mai: Eberhard von Neisse, Bischof von Ermland (* um 1250)
- 31. Mai: Maurice de Berkeley, 2. Baron Berkeley, englischer Adeliger und Rebell (* 1271)

### Zweites Halbjahr
- 29. Juli: Richard de Burgh, 2. Earl of Ulster, hiberno-normannischer Adliger (* 1259)
- 1. August: Wartislaw IV., Herzog von Pommern-Wolgast
- 3. August: Roger Mortimer of Chirk, englischer Adeliger und Rebell (* um 1256)
- 8. August: Konrad, Bischof von Olmütz
- 15. September: Dimitri II., Großfürst von Wladimir (* 1299)
- 9. Oktober: Rainald I., Graf von Geldern (* um 1255)
- 27. Oktober: Hugh le Despenser, der Ältere, englischer Magnat, Diplomat und Militär (* 1261)
- 17. November: Edmund FitzAlan, englischer Magnat (* 1285)

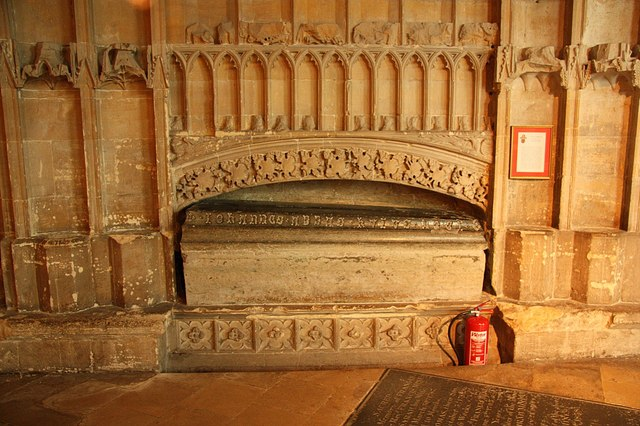
Grab des jüngeren Hugh le Despenser in Tewkesbury Abbey

- 24. November: Hugh le Despenser der Jüngere, Günstling von Eduard II. von England (* 1286)
- 25. November: Koreyasu, Shogun in Japan (* 1264)

### Genaues Todesdatum unbekannt
- 10. oder 20. Januar: * 6. Juni: David Murray, schottischer Geistlicher
- April: Blanka von Burgund, Königin von Frankreich (* 1295)
- vor Mai: William de Braose, englischer Adeliger (* 1261)
- Barbara von Gützkow, Gräfin von Gützkow und Äbtissin des Klosters Krummin
- Berthold VI. von Wintzingerode, katholischer Geistlicher und Diplomat
- Khruea, König des nordthailändischen Königreichs Lan Na
- Mondino dei Luzzi, italienischer Anatom und Professor der Medizin (* um 1275)
- Sherab Mebar, Person des tibetischen Buddhismus (* 1267)
- Wilhelm von Brescia, Mediziner und Professor (* 1250)

### Gestorben um 1326

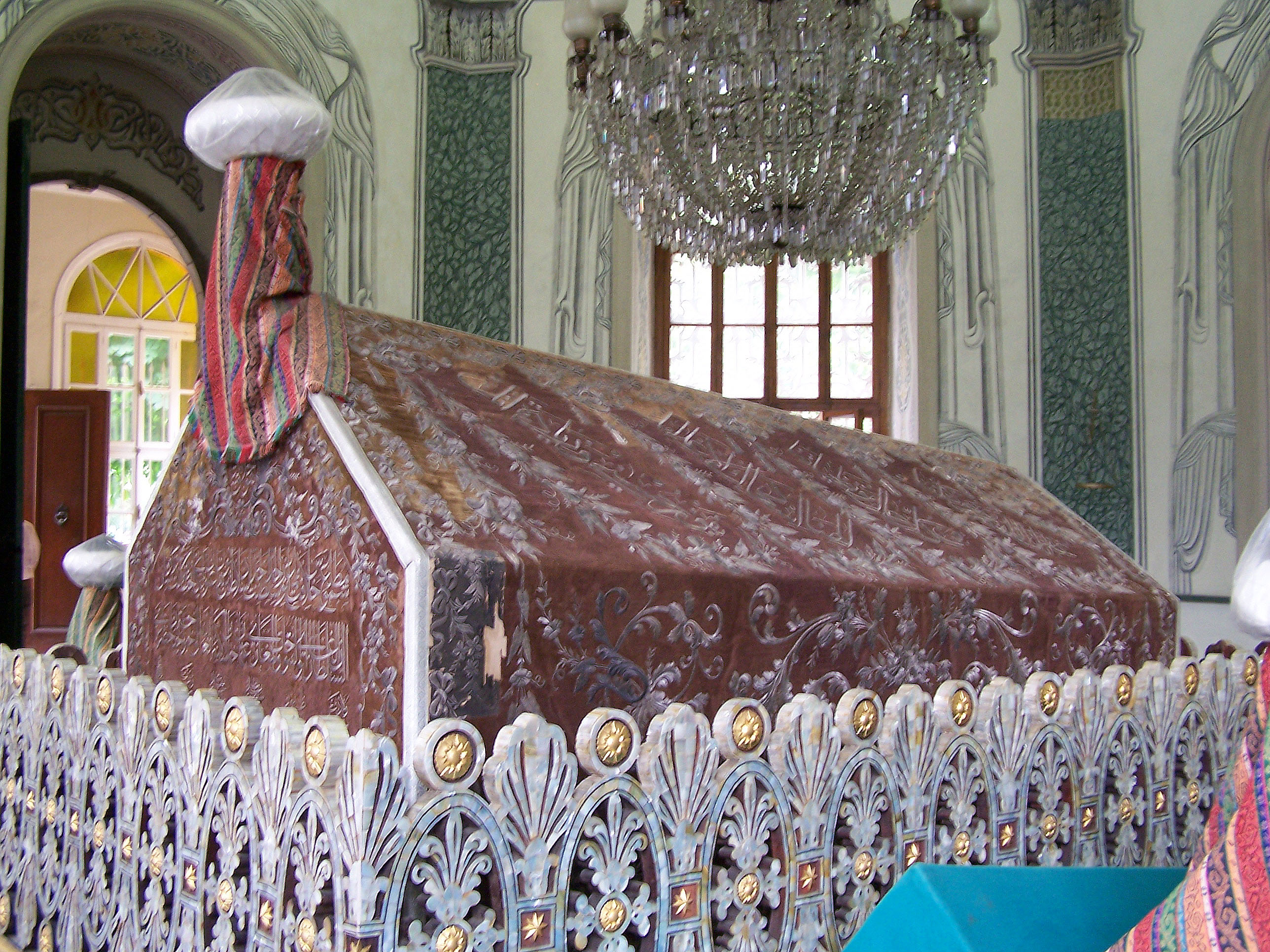
Osman Gazi-Sanduka im Osman-Gazi-Mausoleum in Bursa

- 1324 oder 1326: Osman I., Gründer des Osmanischen Reiches und erster Sultan (* um 1258)